# Paula Marosi
Paula Marosi (Budapest, 3 novembre 1936 – Budapest, 4 marzo 2022) è stata una schermitrice ungherese, vincitrice di una medaglia d'oro e di una d'argento nella scherma ai giochi olimpici.

## Biografia
Esordì nel 1950 con la Bp. Progress, indi passò alla Bp. Honvéd e infine alla Újpest Dózsa. La sua unica vittoria olimpica nel fioretto fu un oro a squadre a Tokyo 1964. Con la stessa squadra vinse una medaglia d'argento nella successiva edizione olimpica di Città del Messico, nonché un argento nella stessa categoria ai mondiali di Mosca 1966.
Dopo la carriera agonistica fece parte del consiglio della Dózsa Újpest e lavorò presso il Ministero dell'Interno.